# Hymenoplia azrouensis
Hymenoplia azrouensis är en skalbaggsart som beskrevs av Escalera 1934. Hymenoplia azrouensis ingår i släktet Hymenoplia och familjen Melolonthidae. Inga underarter finns listade i Catalogue of Life.